# Matteo Giulio Bartoli
Matteo Giulio Bartoli (Albona, 22 settembre 1873 – Torino, 23 gennaio 1946) è stato un linguista e glottologo italiano.

## Biografia
Laureato all'Università di Vienna e docente di Glottologia all'Università di Torino dal 1908 fino alla sua morte, avvenuta nel 1946, divenne famoso per i suoi contributi nel campo della geografia linguistica, in particolare per le sue quattro norme sulle aree geografiche. Collaborò all'Atlante Linguistico Italiano  e fu docente di Antonio Gramsci. Influenzato molto dal suo maestro Wilhelm Meyer-Lübke e da alcune teorie di Benedetto Croce e Karl Vossler, s'interessò molto alla dialettologia italiana, disciplina allora emergente e metodologicamente all'avanguardia, e scrisse lavori sul dialetto dalmatico, tra cui Das Dalmatische (1906) .
È sepolto nel Cimitero monumentale di Torino.

## Le quattro norme di Bartoli
Le norme che hanno reso celebre Bartoli sono state fissate grazie ai suoi ragionamenti sull'Atlas Linguistique de la France di Gilliéron, e sono le seguenti:
- Norma dell'Area Isolata

Solitamente nelle aree isolate (e quindi meno esposte al commercio, e alla comunicazione) si trova una forma linguistica anteriore: ne è clamoroso esempio l'Islanda, che adotta una forma di linguaggio molto simile al norreno antico.
Esempio:
latino: cena /'ke:na/ > italiano: cena /'ʧena/; sardo: cena /kena/
La Sardegna è un'area isolata, e mantiene la pronuncia velare di c + i/e ([ki], [ke])
- Norma dell'Area Centrale

Solitamente nelle aree laterali si conserva una fase più antica rispetto a quella presente nelle aree intermedie.
Esempio:
latino: circus (forma più antica) > spagnolo: cerco, rumeno: cerc
latino: circulus (forma più recente) > italiano: cerchio
- Norma dell'Area Vasta

Solitamente nell'area maggiore si conserva una fase più antica rispetto a zone più ristrette.
Esempio:
latino: et (forma più antica) > francese: et / Italiano: e
latino: sic (forma più recente) > rumeno: şi
Questa regola vale solo se l'area non è troppo esposta
- Norma dell'Area Seriore

Nelle zone in cui la lingua è arrivata più tardi, tende a conservarsi la fase più antica.
Esempio:
latino: edĕre > spagnolo: (comedere) > comer
In italiano il verbo si è perso a favore del tardo latino manducare ("mangiare scompostamente")
Latino: manducāre > Italiano: manicare

## Opere principali
- Das Dalmatische (1906)
- Introduzione alla neolinguistica (1925)
- Saggi di linguistica spaziale (1945)
- Breviario di neolinguistica (1925; scritto in collab. con G. Bertoni)
- Alle porte orientali d'Italia. Dialetti e lingue nella Venezia Giulia (1945)